# Buczek
Buczek è un comune rurale polacco del distretto di Łask, nel voivodato di Łódź.
Ricopre una superficie di 90,84 km² e nel 2004 contava 4 869 abitanti.